# تعیین ساختار ژنتیکی

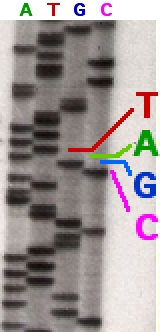
تعیین ساختار زنتیکی

تعیین ساختار ژنتیکی یا ژنوتیپ‌یابی (به انگلیسی: Genotyping)، فرایندی است که در طی آن تفاوت‌ها در آرایش ژنتیکی (ژنوتیپ) یک فرد به وسیلهٔ بررسی توالی DNA فرد با استفاده از آزمایش‌های بیولوژیکی و مقایسهٔ آن با توالی شخصی دیگر یا یک توالی مرجع مشخص می‌شود. تعیین ساختار ژنتیکی باعث می‌شود که آلل‌های به ارث رسیده از والدین مشخص شوند. به‌طور سنتی، تعیین ساختار ژنتیکی، استفاده از توالی‌های DNA برای مشخص کردن جمعیت زیستی، با استفاده از ابزارهای مولکولی است. این فرایند معمولاً شامل مشخص کردن ژن‌های یک فرد نمی‌شود.
روش‌هایی که در تعیین ساختار ژنتیکی مورد استفاده قرار می‌گیرند شامل شناسایی چند شکلی طولی قطعات حاصل از آنزیم‌های محدودکننده DNA ژنومی (RFLPI)، تشخیص چند شکلی تکثیر شده تصادفی DNA ژنومی (RAPD)، تشخیص چند شکلی طول قطعهٔ تکثیرشده (AFLPD)، واکنش زنجیره‌ای پلیمراز (PCR)، تعیین توالی DNA، کاوشگرهای الیگونوکلئوتیدی خاص آلل (ASO)، و هیبرید شدن به میکروآرایه‌های DNA یا beads DNA می‌باشد.
در بحث بیماری‌های ژنتیکی، تحقیقات مربوط به ژن‌ها و تنوع آن‌ها از اهمیت بالایی برخوردار است در چنین تحقیقاتی تعیین ساختار ژنتیکی نقش به سزایی ایفا می‌کند. با توجه به محدودیت‌های فن آوری‌های امروزی، تقریباً تمام تعیین ساختارهای ژنتیکی جزئی است. به این معنا که تنها بخش کوچکی از ژنوتیپ یک فرد و معمولاً با توالی‌یابی (Genotyping by sequencing=GBS) یا توالی‌یابی RAD (RADseq)، تعیین می‌شود. فن آوری‌های جدید توالی یابی انبوه ممکن است باعث تعیین ساختار ژنتیکی کل ژنوم (یا توالی یابی کل ژنوم) را در آینده شوند.
تعیین ساختار ژنتیکی برای طیف گسترده‌ای از موجودات همچون میکروارگانیسم‌ها هم کاربرد دارد. به عنوان مثال، تعیین ساختار ژنتیکی برای ویروس‌ها و باکتری‌ها نیز امکان‌پذیر است. در این زمینه، تعیین ساختار ژنتیکی می‌تواند در کنترل گسترش پاتوژن‌ها، با ردیابی منشأ شیوع آن‌ها کمک کند. این حوزه اغلب به عنوان اپیدمیولوژی مولکولی یا میکروبیولوژی پزشکی قانونی شناخته می‌شود.
تعیین ساختار ژنتیکی انسان‌ها نیز امکان‌پذیر است. به عنوان مثال، در هنگام آزمایش تعیین والدین، دانشمندان به‌طور معمول تنها نیاز به بررسی ۱۰ یا ۲۰ ناحیهٔ ژنومی دارند (مانند پلی‌مورفیسم‌های تک‌نوکلئوتیدی (SNPها)). این تنها بخش کوچکی از ژنوم انسان است که متشکل از حدود سه میلیارد نوکلئوتید می‌باشد.
هنگام تعیین ساختار ژنتیکی موجودات تراریخته، تنها یک منطقهٔ واحد ژنومی ممکن است تمام چیزی باشد که لازم است در تعیین ژنوتیپ بررسی شود. معمولاً تنها یک آزمایش PCR برای تعیین ساختار ژنتیکی یک موش تراریخته کافی است؛ موش، یک مدل آزمایشگاهی پستاندار برای بسیاری از پژوهش‌های پزشکی امروزی است.